# モー・ダリッツ
モリス・バーニー・"モー"・ダリッツ（Morris Barney "Moe" Dalitz 1899年12月24日 - 1989年8月31日）はアメリカのユダヤ系ギャング、事業家、富豪。禁酒法時代の密造酒ビジネスや労働争議潰しで知られた。20世紀のラスベガスの腐敗を代表する存在。

## プロフィール

### 禁酒法時代
ボストンのロシア移民のユダヤ人の家庭に生まれ、ミシガン州に育つ。大学を出て英語の教師をし、家業のクリーニング店も手伝っていたが、1920年に禁酒法が成立すると、モーリス・クラインマン、サム・タッカー及びルイス・ロスコップらと共に密輸チームを結成、エリー湖経由でカナダ産酒の密輸に乗り出した。このとき、クリーニング業でのコネが役に立ち、洗濯物運搬用トラックを密造酒の運送に利用した。汚い仕事は配下の雇われギャングにやらせ、ギャング同士の暴力沙汰から無縁だったと言われる。1925年、クリーブランドに移住し、市東部のリトルイタリーなどに地盤を作り、メイフィールド・ロード・ギャングと呼ばれた。1930年代にかけてイタリア系マフィアのフランク・ミラノやアル・ポリツィ、アイルランド系のマックギンティらと提携した。酒の密売を通じてラッキー・ルチアーノやマイヤー・ランスキーらと知り合い、1929年マフィア集会のアトランティック会議に参加した。1930年代ラ・コーサ・ノストラ（LCN）のクリーブランド代表となった。1930年、バッファローにて脱税で起訴されたが却下された。儲けはデトロイトスティールなど鉄鋼会社や鉄道会社、繊維産業など合法的な事業に投資した。

### ギャンブル稼業
1933年禁酒法時代が終わるとギャンブル稼業に転身し、クリーヴランドで非合法な賭場を始めた。1935年暗殺されたダッチ・シュルツ所有下にあったシンシナティ郊外の競馬場を乗っ取ったのを皮切りにケンタッキーに南下を始め、フローレンスのドッグレースの所有権を獲得、更にランスキーとマイアミにフロリックスクラブを開き、1940年代にはシンシナティとはオハイオ川を挟んだ対岸のケンタッキー州サウスゲートで"ビバリーヒルズ・サパー・クラブ"の経営に関与。1935年、エリオット・ネスがクリーヴランドの公安部長に就任しギャングの摘発に乗り出すとダリッツを含むギャングの多くは脱クリーヴランドの動きを加速した（ネスは1942年に公安部長を辞任）。1942年第2次世界大戦で徴集され軍役に服したが、程なくミシガンに戻った。1946年全米ギャングが結集したハバナ会議に出席した。一説にはランスキーによりベンジャミン・シーゲルの隠密調査の使命を帯びてラスベガスに飛んだとされる。

### ラスベガス
偽名を使った非合法ビジネスとの二束の草鞋を続けるのに嫌気が差し、1949年、カジノが合法なラスベガスに本拠を移すとホテル業を中心に大規模な投資を開始した。1950年ホテル"デザート・イン"をウィルバー・クラークから引き継いでカジノ経営を本格化し、ジョン・スカーリシュ、アル・ポリツィ、フランク・ミラノらクリーブランドマフィアを権益に参加させて他都市マフィアから利権を守った。店の所有権がダリッツに移った後もクラークはフロントマン（店がギャングの経営であることを隠すためのお飾り）として留め置かれた。トニー・コルネーロの死後には"スターダスト・リゾート"の運営に一時的に関わり、カジノ以外にもゴルフコースやショッピングモール、病院建設から不動産開発まで手を広げた。またネバダリゾート協会を創設した。事業資金はチームスター組合の年金基金から低利融資を受け、仲介人のジミー・ホッファにリベートを送った。ホッファとは1930年代に知り合い、1949年の洗濯組合のトラブル仲裁を通じて関係を築いた。1950年代ランスキーの斡旋でキューバの賭博ビジネスにも参入した。1967年に"デザート・イン"を億万長者ハワード・ヒューズに売却。同年脱税で起訴されたが却下された。ラスベガスでは当初ニューヨーク勢のマフィアと緊密だったが、1960年代以降シカゴ勢に提携替えしたと言われる。カジノのヤミ収入を忠実に還元することでマフィアの信頼を得て、マフィア同士の縄張り争いの調停役を務めた。

### 晩年
地元ネバダの有力上院議員パット・マッカレンとつるんでネバダ政界を支配した。ニクソン大統領の懐刀ビービー・レボゾと親友だった。1975年、支配下のラ・コスタ・リゾートの黒い闇を書き立てた雑誌ペントハウスを名誉毀損で訴えるなど、裏社会の繋がりを詮索するマスコミ勢と摩擦が絶えず、ギャングのイメージを消し去る慈善事業に没頭した。1976年アメリカガンリサーチセンターより人道賞を受賞。愛車の黄色のフォルクスワーゲンを自分で運転し、ユタ州でピューマ狩りを楽しんだ。生涯の友ランスキーのマイアミ・ビーチのアパートを頻繁に訪問している。その後もラスベガスに隠然たる勢力を誇り、1989年に死んだ時は、遺言によって巨額の寄付金を多数の団体に遺した。友人に俳優のボブ・ホープ、ダニー・トーマスらがいた。

## エピソード
- 1950年代キーファーバー委員会で禁酒法時代の活動を聞かれた時「もしも人々が酒を求めなかったら酒の密輸はしなかった」と放言した[1]。
- 落ち目の時のフランク・シナトラを世話してデザート・インの仕事を与えた[2][8]。
- ユダヤ的自負から部下がユダヤ人の悪口を言うのを許さなかった。